# マンション
マンション（和製英語: mansion）は、アパートよりも大型の共同住宅（集合住宅）を表す一般名詞として使われている。ただし、英語で mansion は主に「豪邸」の意味で用いられ、「共同住宅」を意味する一般名詞として用いられることはほとんどない。日本語の「マンション」に近い意味では condominium（コンドミニアム）などの表現が用いられる。下記の#他言語での表現も参照。

## 概要と定義
マンションという語は、日本のデベロッパーが昭和30年代初めより、一部の限られた豊かな生活をする階層の人々を対象に、公団住宅などとは一線を画した高級路線の集合住宅を、高級感をイメージさせるために「マンション」と銘打って売り出したことに由来する。その後、対象とする層を広げて多様なものが開発・販売されるようになっても、「マンション」という呼び名が定着した。

### 日本

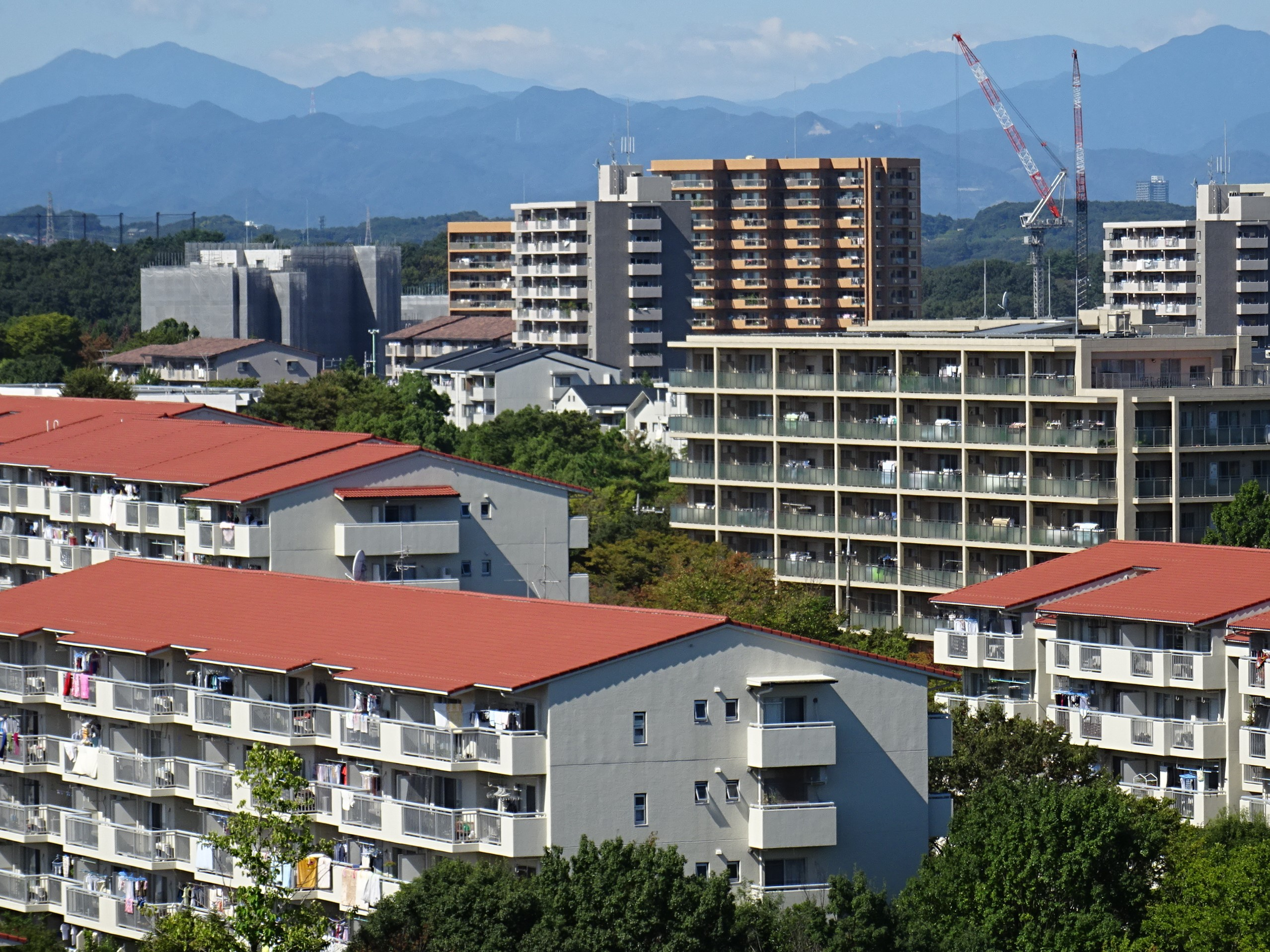
日本におけるマンションを中心に構成された住宅地の例

日本で言うところのマンションは、比較的大規模な共同住宅で独立して住居の用に供することができる各室を有するものを指す。また、同じく共同住宅を指す「アパート」という言葉が、小規模なもの、木造や軽量鉄骨造のもの、賃貸物件を指していることが多いのに対し、「マンション」という言葉は比較的大規模で、構造としては基本的には鉄筋コンクリート造・鉄骨鉄筋コンクリート造のような堅固なものという相違点がある。区分所有（建物の区分所有等に関する法律、略称：区分所有法）されるもののうち分譲されたものを分譲マンション、個人が共同で建てたマンションは個人共同マンションまたはコーポラティブマンション、賃貸されるものを賃貸マンションという。なお、共同住宅は住宅の建て方を示す用語で、一戸建、長屋建（タウンハウス）と並んで分類されている。
マンションは、都市部における住居形態として重みをもつ。日本では、国土交通省が行った調査では、2009年末において、全国の分譲マンションストック戸数は約562万戸としている。なお該当調査におけるマンションとは、「中高層（3階以上）で分譲・共同住宅、鉄筋コンクリート・鉄骨鉄筋コンクリートまたは鉄骨造の住宅」を示す。
また住宅について、事業者の種類に応じて分譲、賃貸、コーポラティブハウスに分類される。このうち分譲とは、事業者が不動産会社（事業者宅建業法第3条第1項の免許を受けて宅地建物取引業を営む者）であって、住戸ごとに区分し売買するものを言う。したがって「分譲マンション」とは、鉄筋コンクリート造ないし鉄骨鉄筋コンクリート造の共同住宅のうち、事業主が不動産会社で住戸ごとに区分し売買するものを示している。
「マンション」は、マンションの管理の適正化の推進に関する法律（2001年施行）において、法令用語とされた。同法における定義では、「複数の店舗や事務所と居住となる専有部分が1戸以上ある建物で、区分所有者が最低2名以上いること」とされ、これには設備や土地も含まれる。これは、同法でいうマンションが区分所有法の適用対象でもあるということ、「この法律は、土地利用の高度化の進展その他国民の住生活を取り巻く環境の変化に伴い、多数の区分所有者が居住するマンションの重要性が増大していることに鑑み（以下略）」とされていることからもわかるように、分譲マンションにおける管理を想定したものであるため、オーナーが1人で賃貸に供されているマンションなどは、ここではマンションとされない。ただし、2人以上いた区分所有者が1人になった場合でも、区分所有法は適用される。
2004年、国土交通省は「中高層共同住宅標準管理規約」の改正にあたり、「分譲の中高層共同住宅を指す法令用語として『マンション』の用語が定着している状況」を理由に、名称を「マンション標準管理規約」と変更した。2015年の国土交通省の調査による日本のマンションの総戸数は約600万戸で、うち団地にあるものは200万戸とされる。

## 他言語での表現

### 英語
英語では、集合住宅を apartment（アパートメント）と呼び、賃貸物件ならば apartment rental（アパートメント・レンタル）、分譲物件ならば種類によって、主に condominium（コンドミニアムまたはコンドミニウム）と housing cooperative（ハウジング・コーポラティブ）に区分する。mansion（マンション）は邸宅や豪邸など、集合住宅に限らず大規模な家屋や敷地という意味で用いられる。
イギリスでは、集合住宅の中の一軒をフラット（flat）と呼ぶのがもっとも一般的である。その他に社会政策で普及したタワーブロック（Tower block）、逆に高級感を出したマンションブロック（Mansion block）などの語もあるが、イギリス以外では一般的ではない。日本語の「マンション」の語源となったマンションブロックの例としては、デヴォン・マンションズ（Devon Mansions）などがある。

## 歴史

### 日本
日本独自呼称の「マンション」を「(3階建て以上の)高層鉄筋コンクリート構造の集合住宅」と定義するならば、日本最古・日本初のマンション(3階建て以上の高層鉄筋コンクリート構造の集合住宅以下、マンション)は、1916年（大正5年）竣工の、軍艦島とも俗称された端島（長崎県長崎市の島）の集合住宅群の30号棟（竣工時4階建て。後に7階建てに増築）である。
次に古いマンションは、関東大震災（1923年・大正12年）の復興支援として、1924年（大正13年）から1933年（昭和8年）の間に建設された同潤会アパートである。
ただし、当時まだマンションという呼称は存在せず、これらがかつてマンションと呼ばれた事実は全く無いことには留意が必要であろう。
日本マンション学学会『マンション学事典』では、マンション草創期（1950年代〜1960年代前半）、マンション大衆化期（1960年代後半〜1970年代）、マンション質向上期（1980年代〜1990年代前半）、多様ストック形成期（1990年代後半〜）の4期に分けられている。
マンション草創期は、「マンション」の語源にも関係するように一般庶民には無縁なデラックス志向のものに限られ、その一方で建物の区分所有が広まり始めたことを受け区分所有法の制定などがあった。マンション大衆化期は、マンションの普及が促されるにともない徐々に住宅ローン制度が広まる、その一方で後述する建設時などのトラブルが表面化し出した時期でもある。
マンション質向上期は、建築技術の進歩、バブル景気などの好景気を受けて、高層化の進展、居住性の向上も進んだ時期である一方で、マンション草創期などに作られたマンションの大規模修繕、建て替えの必要性の問題が表面化してきた。当時は都心での地価高騰の影響により、戸建住宅が中心であった郊外ベッドタウンへのマンション進出が相次いだ。スポーツクラブ（ジム・プール）やラウンジの設置、温泉をパイプラインで浴室に引き込んだ物件や、山間部のリゾートマンションなど多種多様なマンションが供給された。しかし、それらは区分所有者が維持管理しなくてはならず、修繕積立金高騰の一因となることがわかり、現在では人気は衰えている。
その後の時期は、単身世帯の増加、高齢化の進展などを背景に、想定される利用者層などがさまざまなタイプのマンションが市場に登場している。また、マンションにIoTを搭載した「スマートホーム」も話題になっており、マンションの先進化が進んでいる。21世紀には地価下落による土地仕入れコストの低下、超高層建築技術の発展にともない、全国的に大都市の都心部にタワーマンション建設が続いている。

### 旧ソビエト連邦・ロシア連邦
1960年代、ソビエト連邦（ソ連）政府はフルシチョフカ （ロシア語: хрущёвка; IPA: [xrʊˈɕːɵfkə]）という集合住宅をソ連邦内に数多く建設した。低コストで、パネル工法あるいはレンガで作られており、3階から5階建てである。建設はその名前にある通り、ニキータ・フルシチョフ政権が推進した。
もともとこれらの建物は、成熟した共産主義によって住宅不足が軽減されるまでの一時的な住宅であると考えられていた。フルシチョフは20年以内に社会主義から共産主義に移行できると予測した。その後、レオニード・ブレジネフ政権は各家族に「1人1部屋の確保と1部屋分の追加」を約束したが、ソ連崩壊を経たロシア連邦では今日も多くの人がフルシチョフカに住み続けている。

### イギリス
インナーシティの高密度開発のために住宅助成金制度を改正（1946年）。1967年まで高層住宅ブームだった。しかしタワーは育児・防犯に問題が大きいとの一連の調査結果、そして上位7社で7～8割という建設会社の寡占から批判を集め、ローナン・ポイント高層住宅のガス爆発・崩落事故（1968年）を機に高層の公営住宅の建設は中止された。

### フランス
フランスでは産業振興や人口増加に対応して1960年代に大規模再開発事業が盛んになり、中高層住宅も数多く建設された。その後、石油危機を契機に「人間規模の都市計画」に都市法も転換する。社会住宅建設や小工業・手工業の首都パリへの維持による「均衡のとれた都市づくり」が追求され、60年代よりもはるかに厳しい建物の高度制限や容積率制限が導入された。

### オランダ
オランダでは、ル・コルビュジエのアントウェルペン計画（1933年）を踏まえて、1960年代にアムステルダムに一辺80～400mもの巨大高層住棟から構成されるバイミール・ニュータウンが建設された。低所得オランダ人向けの計画だったが高層はまったくの不人気で、結果的に移民労働者世帯が居住し、40種類以上の言語が話される「コミュニケーションなきコミュニティ」となる。これとすぐ外の環境を「わがもの意識」で見守れない空間性と相まって、犯罪や破壊、空家の急増をもたらした。こうした高層団地の悲惨な現状を受け、1970年代以降にはオランダの各都市圏の集合住宅建設は、幼児のいる家族向けにはタウンハウス・クラスターとして建設されることになった。

### アメリカ
アメリカ合衆国では、マンハッタンに1930年代から超高層マンションが林立するようになっていた。第二次世界大戦後はモータリゼーションと並行し、持家所有と郊外開発が進む。その一方、中心市街地ではスラムクリアランスを目的とする公共住宅法（1937年）以来、マイノリティのコミュニティを全面的に破壊しながら中高層の公共住宅が建設された。しかし大規模な高層住宅ほど、エレベーター、廊下、空地などお互いの監視の目の届かないスペースが生まれるために、強盗、窃盗、脅迫、強姦、殺人といった凶悪犯罪の温床（13階建以上で1,000人あたり年間20件）となって退去者も急増して荒廃する。こうした治安問題を背景に、プルーイット・アイゴー団地の全面爆破（1974年）と中低層団地への建て替えに代表されるように、公共住宅の高層化は下火になった。

## 住戸形態
マンションは、対象とする利用者層、目的から、次のような用語例がある。
1. ファミリー型：専用部分はnDK型やnLDK型と呼ばれる、n個の居室とダイニングキッチン、リビングなどから構成されることが多い。
2. ワンルーム型：居室、ダイニング、寝室等に仕切りがなく一体になっている。ただし、トイレや風呂場は別になっている。

マンションの用途は住戸であるが、居住者層などからさらに細分化され、それに対応したさまざまなものが市場に出ている。

## 権利関係
土地、敷地利用権の権利態様から、次のようなものに大別される。
1. 各室（専有部分）を入居者が所有することが基本で、敷地も各専有部分所有者の共有とするもの。
2. 各室（専有部分）を入居者が所有することが基本で、敷地も各専有部分所有者の地上権を共有とするもの。
3. 各室（専有部分）を入居者が所有することが基本だが、敷地は定期借地権などの設定を受けて各専有部分所有者が借地権を準共有するもの（いわゆる定期借地権マンションなど）。
4. 建物全体と敷地が同一の所有形態で、専有部分にあたる各室を賃貸に供しているもの（いわゆる賃貸マンション）。入口に管理する不動産業者とその連絡先が書かれたプレートや「入居者募集」と書かれた貼り紙などが取りつけられている場合が多い。
5. 各室（専有部分）ごとに所有者がおり、敷地利用権も各専有部分所有者の共有もしくは借地権準共有であるが、建設当初の販売時から賃貸に供されることを前提としたもの（いわゆる投資用物件マンション、居住者-借主側から見ると「賃貸マンション」に含まれる）。
6. 自ら居住するための住宅を建設するものが組合を結成し、協同して事業計画を進め、土地の取得、建設の設計、工事発注、その他の業務を行い、住宅を取得する方式（コーポラティブ方式、「コーポラティブハウス」参照）。将来の建替え時の意思統一の円滑化の観点からも、専有部分にあたる部分も組合で共有する方法にはメリットがあるという[11]。

日本や大韓民国などにおいては、日本の区分所有法のような関係法令により、一棟の建物および敷地を、専有部分、共用部分、敷地というように分類するが、欧米では、土地と建物を不動産として区別せず、敷地利用権という概念がない国が多い。さらに、共同住宅の普及の進む国、地域においては、法令やその運用により、区分所有権に基づく利用の自由と区分所有者の共同の利益の調和が図られる。
上記の3.以外は、専有部分所有者（区分所有者）たちにより形成される管理組合により運営されていくことになるが、共同住宅の普及の進む国等では、それぞれ法令の整備を進めている。日本では、マンションの管理運営は建物の区分所有等に関する法律（区分所有法）によって定められており、区分所有者と管理組合が主体となって管理運営を行うこととされている。なお、上記の1.において、年月の経過とともに、専有部分を賃貸する区分所有者が増えていく傾向があり（「賃貸化」）、管理上の問題点の一つとされている。
- 区分所有建物のイメージ例（専有部分と共用部分）

| 301号室 （専有部分） | 302号室 （専有部分）       | エレベー タ 階段 廊下 （法定 共用部 分） |
| 201号室 （専有部分） | 202号室 （専有部分）       | エレベー タ 階段 廊下 （法定 共用部 分） |
| 1階店舗 （専有部分） | 管理人室 （規約共 用部分） | エレベー タ 階段 廊下 （法定 共用部 分） |

- 201、202、301、302の各号室:住戸（各戸前のバルコニーの専用使用権付）

高層マンションでも、上記イメージの延長となる。こうしたマンションの全景は、バルコニーの部分が凹んだような外観となることが多い。大川端リバーシティ21 センチュリーパークタワー 
| 廊下（法定共用部分） |                                                  |                           |
|                      | 202号室 （専有部分）                             | 階段等 （法定 共用部 分） |
|                      | バルコニー（法定共用部分、 202号室の専用使用権） | 階段等 （法定 共用部 分） |

- 「規約共用部分」とは管理規約により共用部分とされる部分で、「法定共用部分」とは法令上当然に共用部分となる部分をいう（区分所有法第4条）。

参考:『平成21年度版　宅建ポイントマスターI　民法等』TAC

## 建設

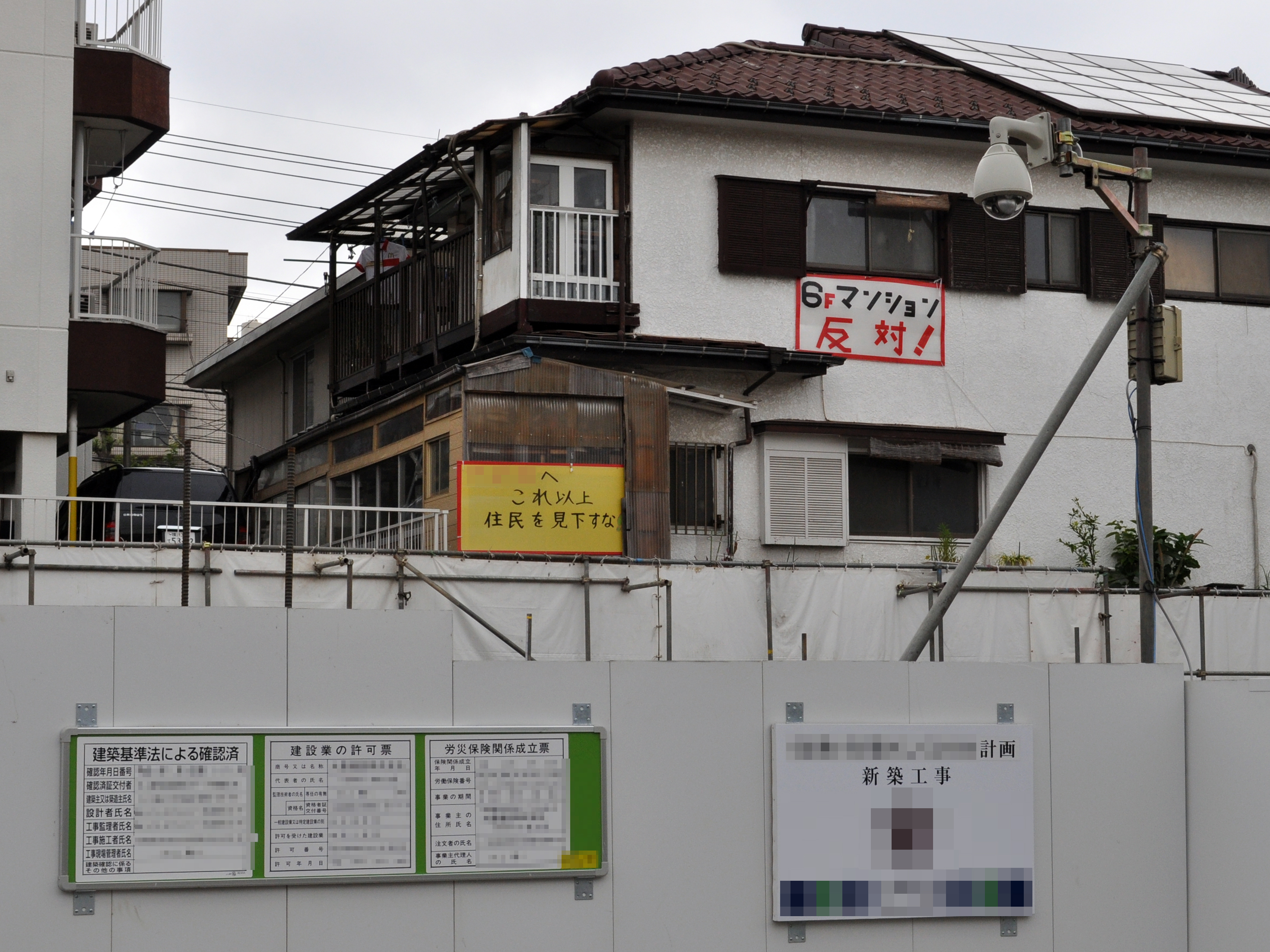
6階建てマンション建設に対する反対運動

マンションの歴史は高層化の歴史でもある。中高層のマンション建設時には、建設工事の騒音、振動、中高層の建物ができることによる景観、日照などへの影響、ビル風、テレビや携帯電話の電波障害をめぐって周辺住民との間にトラブルが起こることがある。日本では、1976年に建築基準法に日影規制が定められる契機ともなった。また、電波障害対策として、周辺の住民に対し、ケーブルテレビ等による再送信の補償が行われることもある。
日本では、たびたび報道や訴訟の対象とされている。個別のトラブル事例は、該当する事例の項目を参照のこと。東京都国立市における国立マンション訴訟のように住民の景観利益を認めた事例（ただし、すでに完成したマンションの撤去を求めた住民の請求に関しては却下）が注目された。この事例では、反対運動関係者でもあった当時の国立市長・上原公子が市議会などで「違法建築」と発言したことが、事業者に対する営業妨害にあたると認められたが、このように反対運動の手段の「正当性」が問題となる事例も見られる。

### 公共施設整備から受ける制約
日本では、2000年から2005年ごろにかけて、バブル経済崩壊後の企業がリストラの一環として保有する土地を放出し、政府の景気対策もあいまって、東京都心部などではマンション建設に弾みがつき、都心居住を望む人々から割安感・買い得感に基づくマンション需要が急増し、都心回帰現象が生じたことがある。そこで、大都市の都心に近く工場跡地の多かった東京都江東区などではマンションの素地の供給とマンションの需要から「建設（開発）ラッシュ」が発生し、局地的な人口急増に公共施設の整備が追いつかない状況が問題となった。自治体側は急増する公共施設の整備に対してマンション開発業者により多くの負担を求め、業者側は負担が増加して開発コストへの反映、ひいては販売価格にも影響する形となった。

### 素地
マンション開発が行われる土地は、「素地」と呼ばれることがあり、素地の価格は、マンション開発の投資採算性の立場から、法令上許容される床面積を重視して評価することとなる。

### 躯体
マンションは居住の用に供するため、躯体は、強風や振動に対する安定性のある鉄筋コンクリート造が望ましいとされる。一方で、鉄筋コンクリート造は鉄骨造に比べて建物の自重が大きくなりがちで、建築物の高層化、大スパン化を目指す上で柱が邪魔になるため、「強度の高いコンクリートを使うことによって、いかに邪魔にならない柱の大きさにするか」ということを目指して、各国で高強度コンクリートの開発が進められた。日本でも、超高層マンションを中心に、高強度コンクリートの使用が広がっている。

### 給排水設備
躯体より寿命の短い配管の付替リスクを分離するため、現在では、配管を部屋の中に通す内配管方式に代わり、マンションの基幹配管を分離して建てるスケルトン・インフィル住宅（外配管方式）を採用するマンションが増えている。

### 電気、情報通信設備
住宅におけるIT化の進展にともない、電気設備の容量、インターネット通信の光ファイバーの有無が重要性を増している。既存のマンションでこれらの新増設を行うには、共用部分の変更にあたる工事が必要となり、各区分所有者が各自自由に回線を引き込めない場合がある。

### 駐車場等
日本の場合、駐輪・駐車スペースが不足しているマンションが散見される。ただし、逆に駐車場の空きが発生すると、入居後に駐車場の駐車場管理費または利用料が確保できず、それを財源の一部とする修繕計画などの見直を迫られるなど管理組合運営に影響が出てくることとなる。また、稀な例ではあるが、駐車場まで分譲されて、駐車場が特定の個人の所有物になっている事例もある。

### 品質問題
日本では2005年11月、建築確認申請に添付する「構造計算書」の数値偽造が発覚し、結果的に建築基準法の耐震基準を満たさないマンションが多数建設・販売されることとなった。販売済みのマンションでは購入者に対する補償問題（瑕疵担保責任）、完成前のマンションでは取り壊し、また建設業者や不動産業者倒産などの影響が出ている。
一方、海外でも品質問題に起因する崩壊などの事件・事故はしばしば発生しており、2021年にはアメリカでサーフサイド・コンドミニアム崩落事故が、
2022年には韓国で光州マンション外壁崩落事故などが発生している。

## 居住
マンション購入時は、人々は建物や環境、立地というハード面を重視する傾向がある。一方、マンション管理士の立場からは、「人と人とが一緒に住む」（共同生活の場）というソフト面に重点を置くことも提唱され、手段として、人間関係の構築、子育て、高齢者への福祉、インターネット活用などが例示されている。近年では人々のライフスタイルが多様化し、特定の特徴を備えたマンションを求める人々もいる。たとえば、ペットを飼う人々のために「ペット飼育可」という条件である物件、さらにはペット用に室内設計に工夫されている物件、音楽家や趣味で音楽を愛好する人々のための防音室が各戸に設置してある物件、オートバイ好きの人々のためにオートバイを各戸に持ち込むことができる物件などである。デベロパーはさまざまな提案を行い、需要に応えている。
マンションでは「人と人とが一緒に住む（共同生活）」状況であるため、利用方法などをめぐって、入居者、区分所有者間のトラブルも多く見られる。

### トラブル
マンション内でもっとも多いトラブルに騒音がある。隣室や上下階の生活騒音は、法令などの違反となるような大音量でなくとも、音質や頻度によっては不快に感じることがあり、またその程度が人によって大きく異なる。法令や管理規約に違反しないかぎり、当事者間の問題となる。上階からの騒音は床スラブが厚いほど、また直張りよりも二重床のほうが軽減される。ただし配管などを通して音が漏れてくる場合もある。1990年代初頭から急速に広まったフローリングを含め解決策といえるものとしては床や壁を厚くしたり、防音効果のある絨毯などを挟んだりすることが考えられる。既存マンションで改修工事としてこれらを行う場合、共用部分である躯体に手を加えることとなるため管理組合全体の問題となったり、工事にともなう騒音、振動が隣室や上下階に及んだりするため、困難な場合がある。マンションによっては、管理規約を定め（あるいは改定し）守るべきL値の設定が行われている事例もみられる。
1980年代には上階や隣家の騒音をめぐる住民間の殺傷事件などが発生した事例もあったが、その後、防音技術やそれの普及の向上に伴って問題としての深刻度は低下している。
近年では、ペット飼育に関するトラブルや、マンション内にゴミ置場がある場合にゴミ出しをめぐるトラブルなどのほかに、生活習慣が異なる外国人居住者とのトラブル（上記の騒音のほかにも、管理費を払わない、民泊のように不特定多数の他人に又貸し宿泊させるなど）といった新たな問題も発生している。また、グループホームの分譲マンションへの入居を巡り、管理組合とグループホーム運営主体との間で、訴訟沙汰となった例もある。

### 子育て
マンションは子育てを行っている世代の入居者も多いが、成長期の子どもは立体的なものに対する感覚が未発達であり、高いところに住むという意識が薄い。建築基準法上では、ベランダの手すりの安全上必要な高さは110cm以上とされているが（建築基準法施行令第126条）、これでは子どもの転落事故に発展することもある。
日本では近年、自治体によって「子育て支援マンション」に関する条例を制定する例が増えている。多くの場合実態はさまざまであるが、多くは一定の基準を満たすことで「子育てマンション」と認定し、結果としてマンションの資産価値が上がるというものである。基準としては、共用部分にキッズルームを設けるなどがある。

### 自動車
上述のごとく、概して駐車場が不足しているマンションは多く、周辺にも手頃な駐車場が存在しない場合、新たに車を所有しようと考える居住者は、駐車場の利用が空くのを待つ順番待ちに加わることになる。需給の差が大きかったり入れ替わりの速度が遅いと、空き待ちの状態で数年以上待たされることも生じうる。ただし基本的には、自治体などが開発業者に対してマンションの戸数の一定割合の駐車場を設置する義務を課している。最近では自動車の所有にこだわらない人も増えた。このためマンション管理組合がカーシェアリングを運営、マンション付設の駐車場にその車を置き、多くの住民が車を所有せずして手軽に車を利用できるということを特徴として打ち出すマンションも出てきた。

## 維持管理

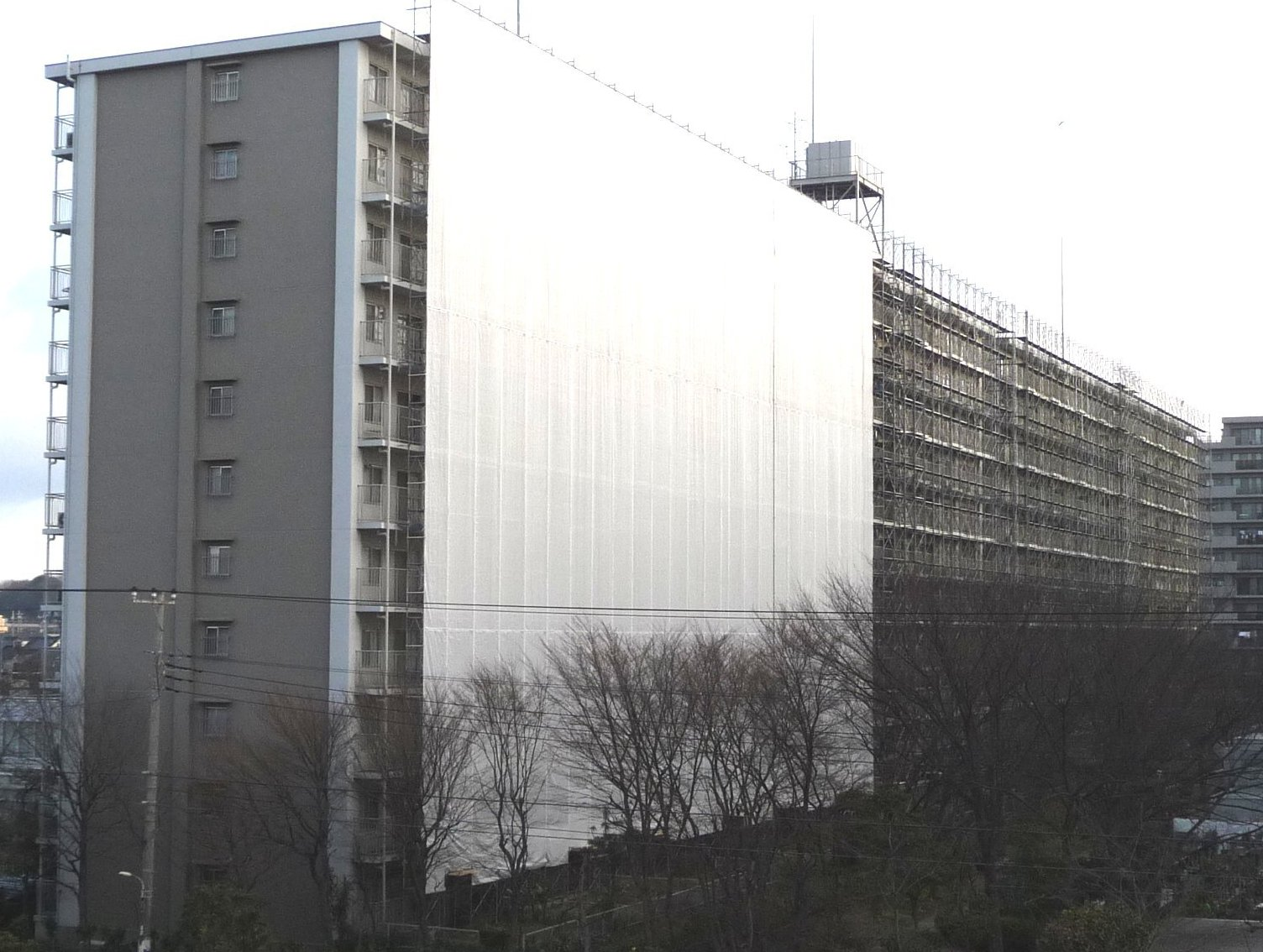
マンション竣工後10〜15年ごとに実施される大規模修繕工事の外観。規模にもよるが、一般にほぼ3〜5週間続き、その間の生活への影響が大きい。

建物のうち、特にマンションは、日常の維持管理、計画的な大規模修繕の実施などにより、経済価値や「寿命」が大きく影響を受ける。日常の維持管理、大規模修繕は、管理組合が主体的に実施すべきものである。マンションは築年数が経過すると資産価値の維持や老朽化の防止のため、10年～15年に1度の頻度で大規模修繕工事を行うのが一般的である。その費用は居住者からの修繕費積立金より支払われる。マンションの規模によって金額が異なるため、一概にいくらとは言えない。

## 管理組合と町内会（自治会）
マンションにおいて任意に設立することができる管理組合は、区分所有者全員の加入が区分所有法に基づき入会が義務付けられている（管理組合が存在しないマンションでは管理組合に入ろうにも入りようが無い）。一方、区分所有者が賃貸に出している場合、賃借人は管理組合員ではない。関わる項目も、原則として共有部分に関することであり、マンション標準管理規約（単棟型）では、「管理組合の業務」に「地域コミュニティにも配慮した居住者間のコミュニティ形成」を含めているが（第32条）、本来目的ではない。
日本の場合、既存の市街地には町内会（自治会）がある場合が多い。これらには賃借人であろうと居住者が加入するが、任意のため加入しない人もいる。マンション標準管理規約（単棟型）第27条のコメントでは、各居住者が任意の判断で加入する自治会費、町内会費は、管理費とは別で各自の負担として、マンションの管理組合とは区別している。住民の親睦を図るほかに、自治体事務の委任を受けて仕事をすることがある。マンションの場合、小規模であれば町内会の「班」程度となるが、大規模であれば、独自の自治会を組織して上位の「町内会連合会」などに加盟することもある。
上記の性質の差から「管理組合=実質的に（マンション独自の）自治会」「管理組合役員と自治会役員の選出はまったく別」などのさまざまな形態がある。実質同一であれば賃借人の問題、実質別であれば業務の切り分け（例：共有の防災施設の扱いは誰が行うか）、自治体の委任事務の扱いなどの課題がある。

## 売買
新築時の分譲と使用開始後の「中古」売買に分けられる。マンションの売買については、構造面、権利面の特殊性などから、ほかの建物、土地の取引とは異なる特徴がある。
日本では不動産業界の自主ルールとしてマンション広告の表現に規制があり、「日本初」「最高級」などの比較は根拠無しに使えない。このため情緒的・抽象的キャッチコピーを使用する、ことさらに立地を強調する、マンション自体にはあまり言及しないなどの特徴があり、その詩的な表現から俗に「マンションポエム」と称される。マンション広告を収集している大山顕による研究書も刊行されている。

## 建替え・解体
マンションに限らず建物は、経年にともなう劣化、機能的・経済的劣化、被災による損壊などにより、最終的には、建て替え・解体を検討する場合もある。
特にマンションは施工の質や維持管理の状態などにより、「寿命」に大きな差異が生ずることもあり、さらに多数の権利者が関係し、建て替えにあたっては、建て替えに参加しない者の専有部分を取得するなど、その権利者間の調整が重要である。国土交通省は「マンションの建替えに向けた合意形成に関するマニュアル」および「マンションの建替えか修繕かを判断するためのマニュアル」を作成している。これらマニュアルでは、合意形成については、発意から準備段階-検討段階-計画段階を経て建て替え決議をゴールとし、事業実施については、建替組合の設立段階-権利変換段階-工事実施段階を経て再入居・新管理組合設立段階まで盛り込まれている。建て替えか修繕かの判断については、費用対改善効果を把握し、それに基づき総合的に判断するものとされている。「専有部分#売渡請求権」「専有部分#買取請求権」も参照。
各国ではさまざまな法制の整備が進められている。たとえばアメリカ合衆国では、「区分所有関係の解消手続き」を区分所有権の80%以上の賛成により行い、専有部分および共有部分の所有権を組合に帰属させたうえで建て替えを進めることとしているという。
日本では、以下の2つの法律がある。
1. 建て替えそのものの手続きなどを迅速にできるようにした「マンションの建替え等の円滑化に関する法律」がある。
2. 区分所有法により、管理組合総会において区分所有者および議決権の各5分の4以上の賛成により建て替えを決議できる。建て替え決議の要件として、以前はさまざまな規定があったが[注 7]、2003年に大幅に緩和された。さらに、マンションの建替え等の円滑化に関する法律が制定されている。同法では、区分所有法の建て替え決議が成立した場合は、マンション建替組合を設立することが義務付けられ、組合が建て替え不参加者への区分所有権売渡請求などを行えることとしている。2002年の国土交通省の発表によると、81例すべてが100%の合意で建て替えられている。

人口減少と高齢化が進む状態では、マンション住民の高齢化、死亡により空室が増加し、維持費の調達が困難になった荒廃マンションが増加する。高齢化による荒廃マンションの増加を経験したイギリスは、高層マンションの建設を禁止するとともに、荒廃してスラムとなったマンションを税金で取り壊している。日本は急速な高齢化が進んでいるものの、他国のこういった事例に気づく動きがないことを、藻谷浩介が指摘している。

## 停電・災害
長時間の停電や停電をともなう災害が発生すると、マンションの生活は、特に高層階において数々の不便が生じる。エレベーターが動かない間は階段で上り下りを強いられ、体力的に難しい人は「高層難民」「マンション内帰宅困難者」になりかねない。オートロックや自動ドア、増圧直結給水のポンプが停止すると出入りや防犯、水の使用に支障が出てくる。非常用発電機を備えたマンションでは平時から点検しておく、水・食料を備蓄しておくといった対応が重要となる。

## マンションに関連する企業
設計、施工、販売、管理とそれぞれの業者が存在する。

### 管理、マンションライフ関連
- 管理規約
- ルームシェア
- マンション管理業
- 都市計画

### 建築技術、構造等
- 長期使用製品安全点検制度
- スケルトン・インフィル住宅
- 外断熱工法
- 地下室マンション
- 構造計算書

### 関連事件
- 国立マンション訴訟
- 構造計算書偽造問題
- 借家人運動

### その他の集合住宅等
- タウンハウス
- アパート
- 長屋
- 団地
- ゲーテッドコミュニティ

### 規模等により細分化されたもの
- デザイナーズマンション
- 超高層マンション
- 大規模マンション

### 関係団体
- マンション管理センター
- マンション管理業協会
- 日本マンション学会
- 都市再生機構

### 用途的に細分化されたもの
- リゾートマンション
- マスターズマンション（高齢者向け分譲マンション）
- 短期賃貸マンション（ウィークリーマンション、マンスリーマンション）
- 高齢者専用賃貸住宅（現：サービス付き高齢者向け住宅）
- ペット共生マンション

### 住居以外で言及されている著名な例
- ルイージマンション - ゲームソフト。本作品では原義の豪邸、邸宅と言った意味で使われている。